# Erich Walther (Musiker)
Erich Walther (* 1906 in Gornsdorf; † nach 1970) war ein deutscher Musiker. Er gehörte zu denjenigen Persönlichkeiten auf musischem Gebiet, die das kulturelle Leben im sächsischen Erzgebirge spürbar bereicherten.

## Leben
Er stammte aus Gornsdorf im Erzgebirge, wo er nach dem Schulbesuch eine Lehre als Strumpfwirker erfolgreich absolvierte. Danach übernahm er das elterliche Möbelgeschäft.
Bereits als 10-Jähriger wurde sein musikalisches Talent entdeckt und bekannt mit dem Erlernen des Klavierspielens. Nach zwei Jahren folgte das Spielen der Klarinette. Im Alter von 15 Jahren trat Erich Walther in den Volkschor Gornsdorf im Deutschen Arbeiter-Sängerbund bei. Bereits nach kurzer Zeit übernahm er das Amt des zweiten Chordirigenten und trat bei Chorkonzerten als Pianist auf. Zusätzlich übernahm Erich Walther, als er 17 Jahre alt war, das Dirigat des Gornsdorfer Musikvereins, aus dem das von ihm geleitete Blasorchester des VEB Kammgarnspinnerei Gornsdorf hervorging.
1926 übernahm Erich Walther zusätzlich auch noch die Funktion des Dirigenten des Volkschores im benachbarten Meinersdorf. Diesen Chor leitete er bis zum Verbot durch die Nationalsozialisten im Jahre 1933. Nach Ende des Zweiten Weltkrieges und seiner Rückkehr aus der Kriegsgefangenschaft übernahm Erich Walther erneut diesen Chor in Meinersdorf, wie er auch ab 1946 wieder den wiedergegründeten Volkschor in Gornsdorf leitete. Den Chor in Meinersdorf gab er 1952 ab, blieb aber weiterhin Dirigent in Gornsdorf. Zusätzlich übernahm er 1948 die Funktion des Chorleiters des Städtischen Chores in der Stadt Thalheim/Erzgeb., aus dem später der Chor des Kulturhauses „Clara Zetkin“ wurde. 1961 übernahm Erich Walther hauptberuflich die künstlerische Leitung dieses Kulturhauses, nachdem er 1959 die staatliche Genehmigung zur Erteilung von Musikunterricht erhalten hatte. Im gleichen Jahr gründete er das Streichorchester und die Erzgebirgsgruppe des Kulturhauses in Thalheim, aus der u. a. Horst Gläß hervorging.
1970 trat Erich Walther im Alter von 64 Jahren in den Ruhestand.

## Ehrungen
- 1960 Kunstpreis des Rates des Bezirkes Karl-Marx-Stadt
- 1969 Goldmedaille zu den Arbeiterfestspielen